# Sérpujov
Sérpujov (en ruso: Се́рпухов [ˈsʲerpʊxəf]) es una ciudad del óblast de Moscú, en Rusia. Situada en la confluencia de los ríos Nara y Oká, a 99 km al sur de Moscú.

## Historia
La ciudad existe desde el siglo XIV, en 1339. Dos años después, se convierte en sede de un poderoso principado gobernado por un primo y aliado de Dmitri Donskói, Vladímir el Valiente. Este principado duraría hasta 1456, fecha en la que el último príncipe huye a Lituania. A partir del siglo XVI forma parte de la línea de defensa de Moscovia (Zaséchnaya chertá) contra las incursiones tártaras (de esta época es el Kremlin de piedra de 1556). Así, la ciudad saca provecho de la expansión del Imperio ruso, convirtiéndose en un centro comercial y religioso importante. En el siglo XIX se desarrollan las industrias textiles. Durante la época soviética, se desarrolla la industria de fabricación de muebles, de trajes y maquinaria.

## Lugares de interés

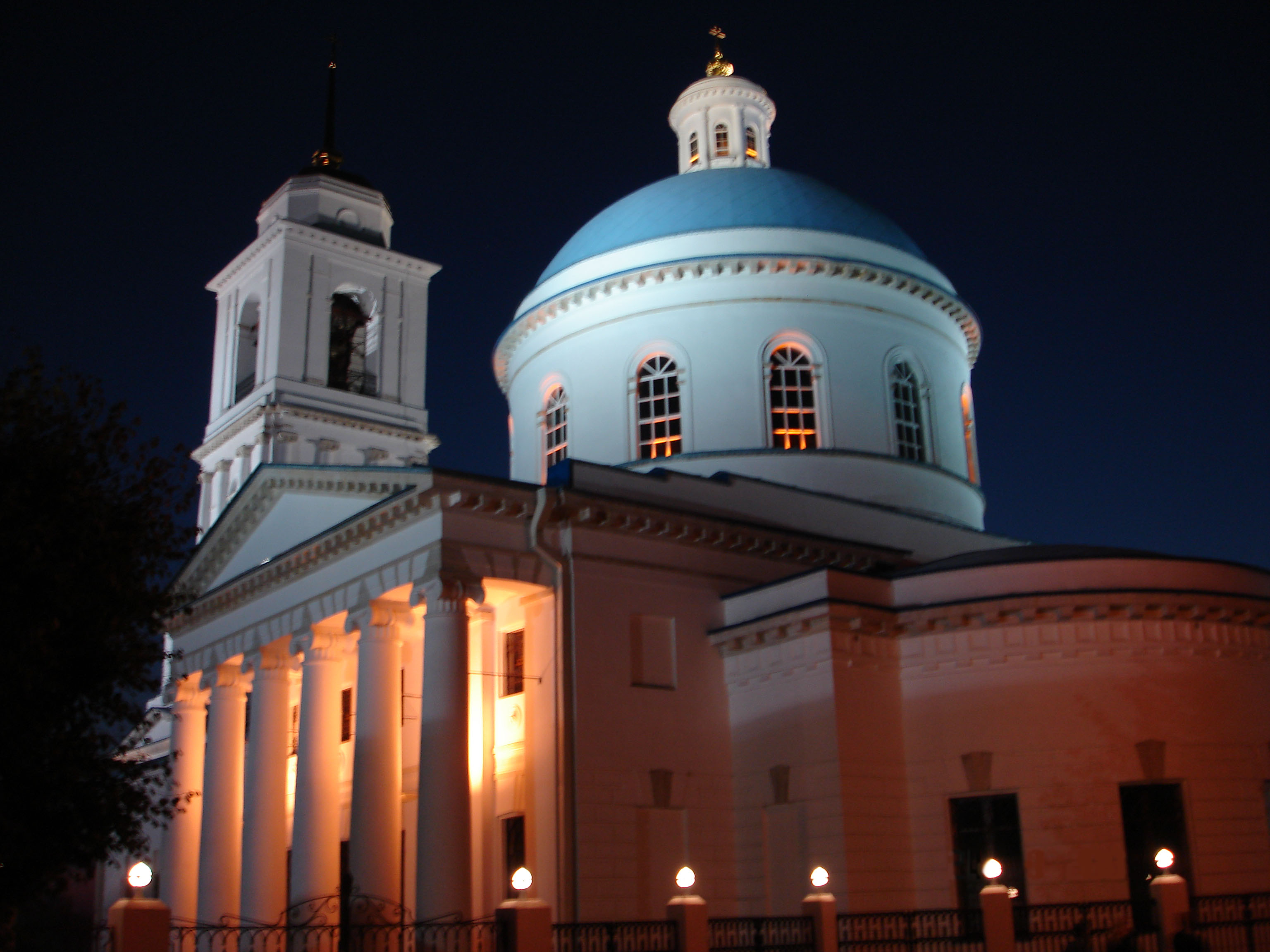
Catedral de San Nicolás el Blanco (Nicolás de Bari).

El kremlin incluye varios monumentos religiosos importantes entre los que destaca la catedral de la Trinidad construida en 1696 en el estilo barroco moscovita. El Monasterio Vysotski incluye una catedral y un refectorio de finales del siglo XVI, así como el adorado por milagroso Icono del Cáliz Inagotable. Otro importante monasterio es el llamado Vladychny, con la catedral de la Presentación y la iglesia de San Jorge, ambas erigidas en tiempos de Borís Godunov. Este último monasterio debe su nombre al título honorario de los obispos rusos, ya que fue fundado por el metropolitano Alejo en 1360.

## Economía
En los tiempos modernos, Sérpujov se ha convertido en un centro industrial local en lo relativo al mobiliario, producción de papel, textiles e ingeniería mecánica. La fábrica SeAZ produce el microcoche Lada Oká desde la década de 1980.
La ciudad también alberga una planta de fabricación de lana mineral de vidrio, fundada en 2001 y perteneciente a URSA, una empresa de origen español que forma parte del grupo alemán Xella International GmbH.
La Reserva natural Prioksko-Terrasni queda a unos 12 km de la ciudad.

### Transporte
La ciudad está conectada por tren con Moscú y Tula. Fluvialmente, hay servicio de barco a lo largo del río Oká. La ciudad está situada en la autopista M2 que va de Moscú a Járkov en Ucrania, así como en la carretera A-108, periférica exterior a Moscú.

### Cultura y educación
En Sérpujov se encuentra el Museo de Historia y de Arte de Sérpujov y la Galería de Arte Sérpujov. También se encuentra en la ciudad la Academia Militar de Misiles de Sérpujov y varias sucursales de universisdades moscovitas.

### Deporte
El equipo de fútbol de la ciudad, el FC Zvezdá Sérpujov juega en la Segunda División de Rusia.

## Demografía
| Gráfica de evolución de Sérpujov entre 1562 y 2020 |
|                                                    |

## Personalidades
Nacieron en Sérpujov:
- San Germán de Alaska, misionero en Alaska.
- Stepán Levitski, jugador de ajedrez ruso.
- Víktor Grishin, político soviético.
- Valentín Murátov, gimnasta ruso.
- Stanisław Leśniewski (1886-1939), lógico filósofo polaco.
- Oleg Ménshikov (1960), actor ruso.

## Ciudades hermanadas
- Bobigny – Francia
- Lindau – Alemania
- Ivano-Frankivsk – Ucrania
- Richmond – EUA
- Slutsk – Bielorrusia
- Ceadîr-Lunga – Moldavia
- Forssa – Finlandia
- Zhanjiang – China
- Danilovgrad – Montenegro